# Đường Bùi Viện, Thành phố Hồ Chí Minh
Đường Bùi Viện là một tuyến đường tại Quận 1, Thành phố Hồ Chí Minh. Đây là tuyến đường vui chơi về đêm nổi tiếng của thành phố với nhiều quán bar và quán bia nhỏ lề đường, chuyên kinh doanh các mặt hàng, dịch vụ du lịch giá rẻ.
Đường Bùi Viện bắt đầu từ đường Trần Hưng Đạo, cạnh ngã tư Trần Hưng Đạo – Nguyễn Thái Học, giao cắt với các con đường Đề Thám, Đỗ Quang Đẩu và kết thúc tại đường Cống Quỳnh. Khu vực các tuyến đường Bùi Viện, Đề Thám, Phạm Ngũ Lão và Đỗ Quang Đẩu còn được biết đến với tên gọi là Phố Tây ba lô.

## Lịch sử
Trước năm 1949, đây vốn là con đường mòn làng Tân Hòa. Năm 1950, chính quyền Quốc gia Việt Nam đổi tên thành đường Bảo Hộ Thoại. Đến năm 1955, đường được đổi tên thành đường Bùi Viện, tên gọi này được giữ nguyên đến hiện tại.
Thời Việt Nam Cộng hòa, khu vực các đường Phạm Ngũ Lão, Đề Thám và Bùi Viện còn có tên gọi là Ngã tư quốc tế.
Năm 2017, Thành phố Hồ Chí Minh triển khai xây dựng đường Bùi Viện thành tuyến phố đi bộ. Toàn bộ tuyến đường được thi công cải tạo, nâng cấp vỉa hè, lòng đường, hệ thống chiếu sáng, thoát nước. Phố đi bộ Bùi Viện chính thức khai trương vào ngày 20 tháng 8 năm 2017, là phố đi bộ thứ hai tại Thành phố Hồ Chí Minh, sau phố đi bộ Nguyễn Huệ.